# N3 Engine Overhaul Services
Die N3 Engine Overhaul Services GmbH & Co. KG (N3) ist ein Unternehmen zur Instandhaltung und Reparatur von Zweistrom-Turbinen-Luftstrahltriebwerken des Herstellers Rolls-Royce mit Sitz in Arnstadt (Thüringen). Der Routinebetrieb wurde im April 2007 im neu errichteten Werk im Gewerbegebiet „Erfurter Kreuz“ aufgenommen. Es handelt sich um ein Gemeinschaftsunternehmen von Rolls-Royce plc. und der Lufthansa Technik AG. Der Name „N3“ weist auf die Rolls-Royce-typische Triebwerkkonstruktion mit drei Wellen hin, die mit unterschiedlicher Drehzahl rotieren. Die Zahl der Mitarbeitenden beträgt aktuell (März 2024) 950.

## Ausrichtung / Spezialisierung
N3 ist der einzige Betrieb in Europa, der die Rolls-Royce-Triebwerkstypen Trent 500, Trent 700, Trent 900, Trent 1000 und Trent XWB instandsetzt und repariert. Die Triebwerke kommen in den Airbusmodellen A340 (Trent 500), A330 (Trent 700), A380 (Trent 900) und A350 (Trent XWB) sowie im Boeingmodell 787 „Dreamliner“ (T1000) zum Einsatz.
N3 war für die genannten Trent-Triebwerke weltweit der erste Instandhaltungsbetrieb, welcher das „Vertical Strip“-Verfahren anwendete. Das Triebwerk wird bei diesem Verfahren vertikal in seine Baugruppen zerlegt, was eine materialschonende Demontage der einzelnen Triebwerksmodule ermöglicht. Durch den Einsatz von Hebebühnen soll die Arbeit an allen fünf Triebwerkstypen besonders effizient und ergonomisch ablaufen. Die Module werden in den Modulzerlegungsbereichen anschließend in ihre Einzelteile oder Unterbaugruppen demontiert, gereinigt und befundet. Die abschließende Montage des Triebwerks erfolgt ebenfalls in vertikaler Aufhängung. Die Werkhalle, in der die Motoren überholt werden, hat eine Fläche von 25.000 m² (2,5 ha). Neben der Instandhaltung aller Triebwerksteile leistet N3 auch deren Wiederherstellung bis hin zur Neuteilqualität. Auch Einzelreparaturen für internationale Kunden gehören zum Portfolio des Betriebs.
Nachdem das Triebwerk überholt/repariert wurde, erfolgt die Überprüfung auf ordnungsgemäße Funktion in einer Testzelle mit einem Querschnitt von 14 × 14 Metern. Der Prüfstand hat eine Gesamtlänge von 110 Metern und ist einer der weltweit größten in einem Überholungszentrum. Der maximale Luftdurchsatz in der Zelle beträgt 3.600 kg/s. Auf den erfolgreichen Test folgt die Auslieferung an den Kunden. Im Jahr 2022 wurden 101 Triebwerke ausgeliefert.
Das Unternehmen ist Ausbildungsbetrieb für Fluggerätmechaniker in der Fachrichtung Triebwerkstechnik, Fachkräfte für Lagerlogistik und Facharbeiter für Zerspanungstechnik.

## Geschichte
Die N3 Engine Overhaul Services GmbH & Co. KG wurde als Gemeinschaftsunternehmen der Lufthansa Technik AG und Rolls-Royce plc im Jahr 2003 gegründet. Nachdem im April 2007 das Luftfahrt-Bundesamt die Genehmigung als Instandhaltungsbetrieb für Rolls-Royce-Trent-500-Triebwerke erteilt hatte, wurde das Werk im selben Monat in Betrieb genommen. Im Juni 2007 folgte die Zulassung des Triebwerkteststandes. Die offizielle Eröffnung fand am 14. September 2007 im Beisein des thüringischen Ministerpräsidenten Dieter Althaus, des Bundesverkehrsministers Wolfgang Tiefensee und dem Vorstandsvorsitzenden von Rolls-Royce plc, Sir John Rose, statt.
Im Februar 2024 erfolgte der Baubeginn für eine Werkserweiterung mit einer Gesamtinvestition in Höhe von 150 Millionen Euro. Vorgesehen ist die Erweiterung auf eine Kapazität von 250 Triebwerken im Jahr und bis zu 1200 Arbeitsplätze.